# Ароматизаторы
Ароматиза́торы (отду́шки) — вещества, которые используют для придания продуктам или изделиям определённых запахов, создания или улучшения аромата.
- Ароматизаторами называют специальные изделия, предназначенные для придания определённого аромата воздуху в помещениях (напр. автомобильные ароматизаторы).
- Ароматизаторами также называют добавки, которые вводят в некоторые бытовые изделия (например, в изделия из пластмассы, резины для одорации или дезодорации, ароматизации синтетической кожи под натуральную и т. д.).
- Добавки вкусоароматические добавляют к пищевым продуктам, кормам для животных, лекарственным средствам, средствам личной гигиены (например, зубной пасте) для придания им вкуса и запаха или для коррекции имеющегося вкуса и запаха.

## Применение пищевых ароматизаторов
Ароматизаторы предназначены для придания пищевым продуктам вкуса и аромата и для усиления имеющегося вкуса и аромата.
Ароматизаторы вводятся в пищевые продукты в таких количествах, чтобы содержание вкусоароматических веществ примерно соответствовало их содержанию в соответствующих не подвергшихся переработке продуктах. При заметном превышении этих количеств органолептические свойства пищевого продукта ухудшаются и потребительские качества продукта теряются. Не допускается использование ароматизаторов для устранения изменения аромата пищевых продуктов, обусловленного их порчей или недоброкачественностью сырья.
Ароматизаторы всё шире и шире применяются в пищевой промышленности. Рост спроса на ароматизаторы вызван развитием современных технологий получения пищевых продуктов на основе глубокой переработки сырья. После такой переработки, целью которой является получение стандартизованных концентратов белков, жиров и углеводов, пищевые продукты почти полностью освобождаются от «балластных» веществ, в том числе и от летучих ароматных веществ, определяющих их аромат (соевое масло, другие рафинированные масла, соевый белок, мука, крахмал, сахар, белково-витаминный концентрат и др.).
Из таких рафинированных продуктов «синтезируют» различные пищевые продукты (разнообразные сыры с любым ароматом, йогурты, паштеты, колбасы из структурированного соевого белка — «копчёные», «куриные» и пр.), крабовые палочки, искусственная икра.
Аналогичным образом промышленность научилась не только извлекать аромат из натурального сырья, но и синтезировать его в ходе химических процессов.
Существование целого ряда продуктов обусловлено наличием ароматизаторов, в их числе безалкогольные напитки, кондитерские изделия, пищевые концентраты.

## Пищевые ароматизаторы

### Некоторые определения
Пищевой ароматизатор (food flavouring) — это вкусоароматическое вещество, и/или вкусоароматический препарат, и/или технологический ароматизатор, и/или коптильный ароматизатор или их смесь, образующие вкусоароматическую часть, предназначенные для придания пищевым продуктам аромата и/или вкуса, за исключением сладкого, кислого и солёного, с добавлением или без добавления носителей-наполнителей или растворителей-наполнителей, пищевых добавок и пищевого сырья.
(ГОСТ Р 52464–2005 Добавки вкусоароматические и ароматизаторы пищевые. Термины и определения)
Вкусоароматическое вещество (flavouring substance) — это индивидуальное вещество с характерным запахом и/или вкусом.
Натуральное вкусоароматическое вещество (natural flavouring substance) — это вкусоароматическое вещество, выделенное из сырья растительного или животного происхождения, в том числе переработанного традиционными способами приготовления пищевых продуктов с помощью физических или биотехнологических методов
Вкусоароматический препарат (flavouring preparation) — это смесь вкусоароматических и иных веществ, выделенных из сырья растительного или животного происхождения, в том числе переработанного традиционными способами приготовления пищевых продуктов с помощью физических или биотехнологических методов.
Идентичное натуральным вкусоароматическое вещество — это вкусоароматическое вещество, идентифицированное в сырье растительного или животного происхождения и полученное с помощью химических методов.
Искусственное вкусоароматическое вещество — это полученное методами химического синтеза вкусоароматическое вещество, не идентифицированное в сырье растительного или животного происхождения
Технологический ароматизатор — это идентичный натуральному ароматизатор, представляющий собой смесь веществ, полученную в результате взаимодействия аминосоединений и редуцирующих сахаров при нагревании
Коптильный ароматизатор — это идентичный натуральному ароматизатор, представляющий собой смесь веществ, выделенных из дымов, применяемых в традиционном копчении

### Статус пищевых ароматизаторов
Введением в странах Евросоюза документа REGULATION No 1334/2008 от 16 декабря 2008 года упразднено подразделение вкусоароматических веществ на «натуральные», «идентичные натуральным» и «искусственные». Документ вступил в силу с 20 января 2009 года и стал обязательным к применению с 20 января 2011 года.
В настоящее время используется следующее определение пищевого ароматизатора в Европейском Союзе:
Пищевым ароматизатором называется продукт:
- не предназначенный для непосредственного употребления в пищу, но добавляемый в пищевые продукты для придания им их вкуса и/или аромата или модификации имеющегося вкуса и/или аромата
- изготовленный из, или включающий в свой состав, следующие категории ароматических компонентов:
  - вкусоароматические вещества
  - вкусоароматические препараты
  - реакционные (технологические) ароматизаторы
  - коптильные ароматизаторы
  - прочие вкусоароматические компоненты
  - смеси вышеперечисленных компонентов

#### Натуральные ароматизаторы
Понятие «натуральный ароматизатор» в разных странах определяется по-разному:
В России натуральный ароматизатор определяют как «Пищевой ароматизатор, вкусоароматическая часть которого содержит один или несколько вкусоароматических препаратов и/или одно или несколько натуральных вкусоароматических веществ».
В странах Европейского союза  в соответствии со статьёй 16 REGULATION No 1334/2008 слово «натуральный» в описании ароматизатора может быть использовано только для ароматизаторов, в которых ароматический компонент содержит исключительно натуральные вкусоароматические вещества и/или вкусоароматические препараты.
Термин  «натуральный ароматизатор»  в сочетании с наименованием натурального источника (пищевого продукта или пищевого сырья растительного или животного происхождения), из которого был извлечен аромат, может использоваться только если его вкусоароматические компоненты не менее чем на 95 % получены из названного источника. Например «Натуральный ароматизатор из малины».
Термин  «натуральный ароматизатор» в сочетании с наименованием пищевого продукта или пищевого источника может быть использован, только если вкусоароматические компоненты хотя бы частично происходят из указанного источника, аромат которого должен легко обнаруживаться в ароматизаторе. Например: «Натуральный ароматизатор малины».
Термин  «натуральный ароматизатор»  может использоваться, если в его состав входят натуральные компоненты из различных источников и ни один из них по отдельности не определят вкус или аромат конечного ароматизатора. Например: Натуральный ароматизатор «Малина».
В США
Натуральный аромат (natural flavor) или натуральный ароматизатор (natural flavoring) означает «эфирное масло, маслосмолу, эссенцию, экстракт, гидролизат белка или любой продукт обжаривания, нагревания или ферментации, который содержит вкусоароматические компоненты, полученные из пряностей, фруктов или фруктовых соков, овощей или овощных соков, пищевых дрожжей, трав, коры, почек, корней, листьев или подобных растительных материалов, мяса, морепродуктов, птицы, яиц, молочных продуктов или продуктов, полученных из них с помощью ферментации, существенная функция которых в составе пищевого продукта в большей степени ароматизирующая, чем питательная».
(Code of Federal Regulations. 21 CRF Foods; Labeling of Spices, Flavorings, Colorings and Chemical Preservatives (1992))
В США натуральные ароматизаторы делят на три вида:
FTNF (From The Name Fruit — из одноимённого пищевого продукта) — это экстракты или дистилляты из одноимённого пищевого продукта.
WONF (With Other Natural Flavorings — с другими натуральными ароматизаторами) — эти продукты должны содержать более 51 % сырья из одноимённого продукта, но могут содержать также натуральные компоненты из других источников.
Натуральные ароматизаторы могут содержать только натуральные ингредиенты, при этом источники их получения не ограничиваются.
Различия в определениях натурального статуса в разных странах, в первую очередь в США и Евросоюзе, приводят к тому, что одни и те же вкусоароматические вещества, полученные одним и тем же способом будут иметь различный статус. Определение натурального вещества, как в США так и в ЕС допускает называть натуральными продукты, полученные в ходе ферментно-катализируемых биохимических реакций при условии, что исходные реагенты имели натуральный статус. Однако в Европе это возможно, только если синтезированное вещество было ранее обнаружено в каком-либо натуральном продукте.

#### Идентичные натуральным ароматизаторы
В России в соответствии с ГОСТ Р 52464-2005
Идентичный натуральному ароматизатор — это пищевой ароматизатор, вкусоароматическая часть которого содержит одно или несколько вкусоароматических веществ, идентичных натуральным, может содержать вкусоароматические препараты и натуральные вкусоароматические вещества. Иными словами, это химические соединения, аналогичные по составу природным соединениям в сырьё растительного или животного происхождения, но полученные методами химического синтеза, либо выделенные из сырья с использованием химических методов. Идентичные натуральным ароматизаторы могут содержать в своем составе натуральные компоненты.
В США, а теперь и в  Евросоюзе  термин «идентичный натуральному ароматизатор» не используется.

#### Искусственные ароматизаторы
ГОСТ Р 52464-2005 дает следующее определение искусственного ароматизатора:
Искусственный ароматизатор — пищевой ароматизатор, вкусоароматическая часть которого содержит одно или несколько искусственных вкусоароматических веществ, может содержать вкусоароматические препараты, натуральные и идентичные натуральным вкусоароматические вещества. То есть, это искусственным образом синтезированное химическое соединение, не имеющее аналогов в природе.
В Евросоюзе термин «искусственный ароматизатор» не используется. Категория «вкусоароматические вещества», упомянутая в Европейском определении пищевого ароматизатора включает в себя только подкатегорию «натуральные вкусоароматические вещества».
Американское пищевое законодательство все ароматизаторы, не подпадающие под определение «натуральный», относит к искусственным (artificial).

### Виды пищевых ароматизаторов
Ароматизаторы подразделяют:
- по агрегатному состоянию — жидкие, порошкообразные, пастообразные, эмульсионные
- по области применения — напиточные, кондитерские, гастрономические, масложировые и т. д.
- по способу изготовления — композиционные (композиции из индивидуальных веществ и их смесей), реакционные (технологические), коптильные

### Распространённые ароматизаторы разных групп

#### Ароматизаторы из природного сырья
- Коптильная жидкость

### Производство пищевых ароматизаторов
Промышленные ароматизаторы для пищевых продуктов обычно представляют собой сложные смеси натуральных и синтетических составляющих, разработанные так, чтобы соответствовать требованиям конкретного пищевого продукта (мороженое, спиртные изделия, хлебобулочные изделия и пр.)
Вещества, используемые для производства ароматизаторов, как правило,  идентичны соответствующим веществам, встречающимся в природе.
Искусственные вкусоароматические вещества составляют около 20 % от перечня разрешённых для использования душистых веществ.
Натуральное происхождение сырьевого компонента вовсе не обязательно означает его большую безопасность для потребителя. Производители синтетических душистых веществ нередко отстаивают мнение, что ароматизаторы, составленные из синтетических компонентов более безопасны, благодаря более жёстким стандартам чистоты и отсутствию примесей. Натуральное сырьё, по их мнению, может содержать токсичные компоненты, попавшие из природного источника в процессе извлечения натурального душистого вещества, синтетическое вещество же, как правило, более чистое и подвергается более жёсткому контролю на стадии проверки его как готовой продукции.
С другой стороны, основные компоненты натуральных летучих ароматных веществ в целом лучше изучены с точки зрения токсикологии, имеют длительный период активного использования, во время которого были эмпирически установлены их основные преимущества и недостатки. Технологические примеси в синтетических продуктах длительное время могут игнорироваться производителем — до тех пор, пока не выявится их нежелательное действие.

### Некоторые синтетические душистые вещества и их запах
| Вещество                   | Запах               |
| -------------------------- | ------------------- |
| Изоамилацетат              | Груша               |
| Коричный альдегид          | Корица              |
| Земляничный альдегид       | Земляника           |
| Этилпропионат              | Фруктовый           |
| l-лимонен                  | Хвоя                |
| d-лимонен                  | Цитрусовые          |
| Этил-(E,Z)-2,4-декадиеноат | Груша               |
| Аллилгексаноат             | Ананас              |
| Этилмальтол                | Сахар, леденцы      |
| Метилсалицилат             | Винтегреневое масло |
| Бензойный альдегид         | Миндаль             |

## Критика широкого применения пищевых ароматизаторов
По мнению многих гигиенистов, экологов, общественных деятелей применение ароматизаторов слишком интенсивно и может нанести вред здоровью человека, особенно детскому. Так, кандидат биологических наук, доцент кафедры биохимии и физиологии человека и животных Института естественных и гуманитарных наук СФУ Ирина Шошина в своей работе, опубликованной на сайте издательского дома «АиФ», привлекает внимание читателей к тому, что производители пищевых продуктов часто не указывают, какие именно ароматизаторы «идентичные натуральным» входят в состав продукта при том, что часто эти ароматизаторы содержат токсичные вещества.
К ароматизаторам, идентичным натуральным относятся ванилин, кетон малины, этилацетат, амилацетат, этилформиат и другие. Ароматизаторы в высоких концентрациях и при длительном применении могут вызвать, в частности, нарушение функции печени.
Такие ароматизаторы, как ионон, цитраль в опытах на животных оказывают негативное влияние на обменные процессы.

## Картонные ароматизаторы
Картонными ароматизаторами называют изделия из картона, пропитанные ароматическими отдушками. Картонные ароматизаторы используют для ароматизации помещений или салона автомобиля. Впервые были изготовлены в США, компанией Carfreshner, имели форму ёлочки, производятся и по сей день.